# Крым (пограничный корабль)
«Кры́м» (укр. Крим BG-01) — головной корабль проекта 1360 (шифр «Чайка»). Корабль III ранга Пограничных войск КГБ СССР, с 1992 года Морской охраны Государственной пограничной службы Украины для выполнения специальных задач. Также именовался «президентской яхтой». До оккупации Крыма Россией состоял в Ялтинском отряде морской охраны для выполнения специальных задач.

## Строительство
Заложен 7 января 1977 года на ленинградском производственном объединении «Алмаз» под заводским строительным индексом 301. Корабль был построен в сжатые сроки. Спуск на воду состоялся 16 августа 1978 года. Введён в строй 31 августа того же года.

## Конструкция
Построенный как пограничный корабль, фактически, представлял собой правительственную яхту. Корабль имел две палубы: нижняя — для экипажа, причём хода на верхнюю палубу из неё не было, и верхняя палуба для главы государства. Основная палуба состоит из носового салона, салона-веранды, холла с полувинтовыми лестницами, комнаты для переговоров и двух кают-кабинетов.

### Тактико-технические данные
- Длина: 45,3 м
- Ширина: 8,94 м
- Осадка 2,56 м
- Водоизмещение стандартное: 238 т, полное: 256 т
- Скорость полного хода: 28 уз
- Дальность плавания: 476 миль (17 уз)
- Автономность: 3 сут
- Мощность ГД: 2×5000 л. с. Тип ГД: М-504Б-3А
- Пассажировместимость: 14 чел
- Экипаж: 32 чел[1]

## Служба
Вступил в строй Пограничных войск КГБ СССР в 1988 году как 043 «Крым». В 1987 году бортовой номер изменён на 137. Основным предназначением была перевозка генеральных секретарей и членов Политбюро ЦК КПСС во время их пребывания на государственных дачах в Ялте и окрестностях — Массандровский и Юсуповский дворцы, Вилла «Барбо», Форос, Чаир и другие. Второй корабль типа («Кавказ») занимался тем же в Сочи.
Перешёл в состав Морской охраны ГПС Украины в 1992 году. В 1999 году бортовой номер изменён на BG01.
Основной функцией корабля было участие в осуществлении государственной охраны мест постоянного и временного пребывания Президента Украины, должностных лиц, определенных в Законе Украины «О государственной охране органов государственной власти Украины и должностных лиц».
После оккупации Россией Крыма перешёл с двумя другими кораблями Морской охраны ГПС Украины — «Григорий Куропятников» и «Миколаив» (Севастопольский отряд морской охраны) с территории полуострова в Одессу.
15 октября 2019 года региональным управлением Морской охраны ГПС Украины было принято решение о переоборудовании корабля в учебное судно. «Крым» будет использоваться для практики курсантов Учебного центра Морской охраны в городе Измаил.